# لا ویستا (نبراسکا)
لا ویستا(به انگلیسی: La Vista) شهری در ایالت نبراسکا کشور ایالات متحده آمریکا است که جمعیت آن در سرشماری سال ۲۰۱۰ میلادی، ۱۵٬۷۵۸ نفر بوده‌است.